# Gaoshanzi (köpinghuvudort i Kina, Liaoning Sheng, lat 41,55, long 122,05)
Gaoshanzi (kinesiska: 高山子, 高山子镇) är en köpinghuvudort i Kina. Den ligger i provinsen Liaoning, i den nordöstra delen av landet, omkring 120 kilometer väster om provinshuvudstaden Shenyang. Antalet invånare är 19 578. Befolkningen består av 9 647 kvinnor och 9 931 män. Barn under 15 år utgör 11,0 %, vuxna 15-64 år 77 %, och äldre över 65 år 10,0 %.
Runt Gaoshanzi är det ganska tätbefolkat, med 116 invånare per kvadratkilometer. Närmaste större samhälle är Zhong'an, 8,6 km nordväst om Gaoshanzi. Trakten runt Gaoshanzi består till största delen av jordbruksmark.
Genomsnittlig årsnederbörd är 796 millimeter. Den regnigaste månaden är juli, med i genomsnitt 188 mm nederbörd, och den torraste är januari, med 9 mm nederbörd.